# Digitaria gardneri
Digitaria gardneri är en gräsart som beskrevs av Johannes Jan Theodoor Henrard. Digitaria gardneri ingår i släktet fingerhirser, och familjen gräs. Inga underarter finns listade i Catalogue of Life.